# Eilema notifera
Eilema notifera är en fjärilsart som beskrevs av Saalmüller 1879. Eilema notifera ingår i släktet Eilema och familjen björnspinnare. Inga underarter finns listade i Catalogue of Life.